# Nachal Me'arot
Nachal Me'arot (hebrejsky: נחל מערות, doslova Vádí jeskyň) je vádí a přírodní rezervace v pohoří Karmel v Izraeli.

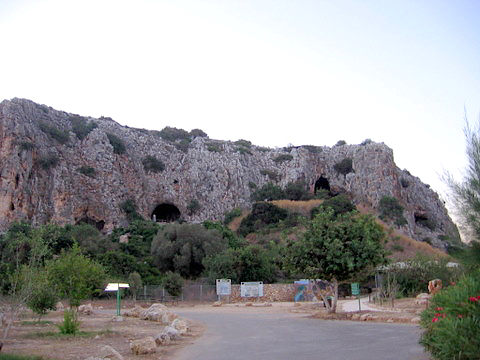
Skála s jeskyněmi při Nachal Me'arot

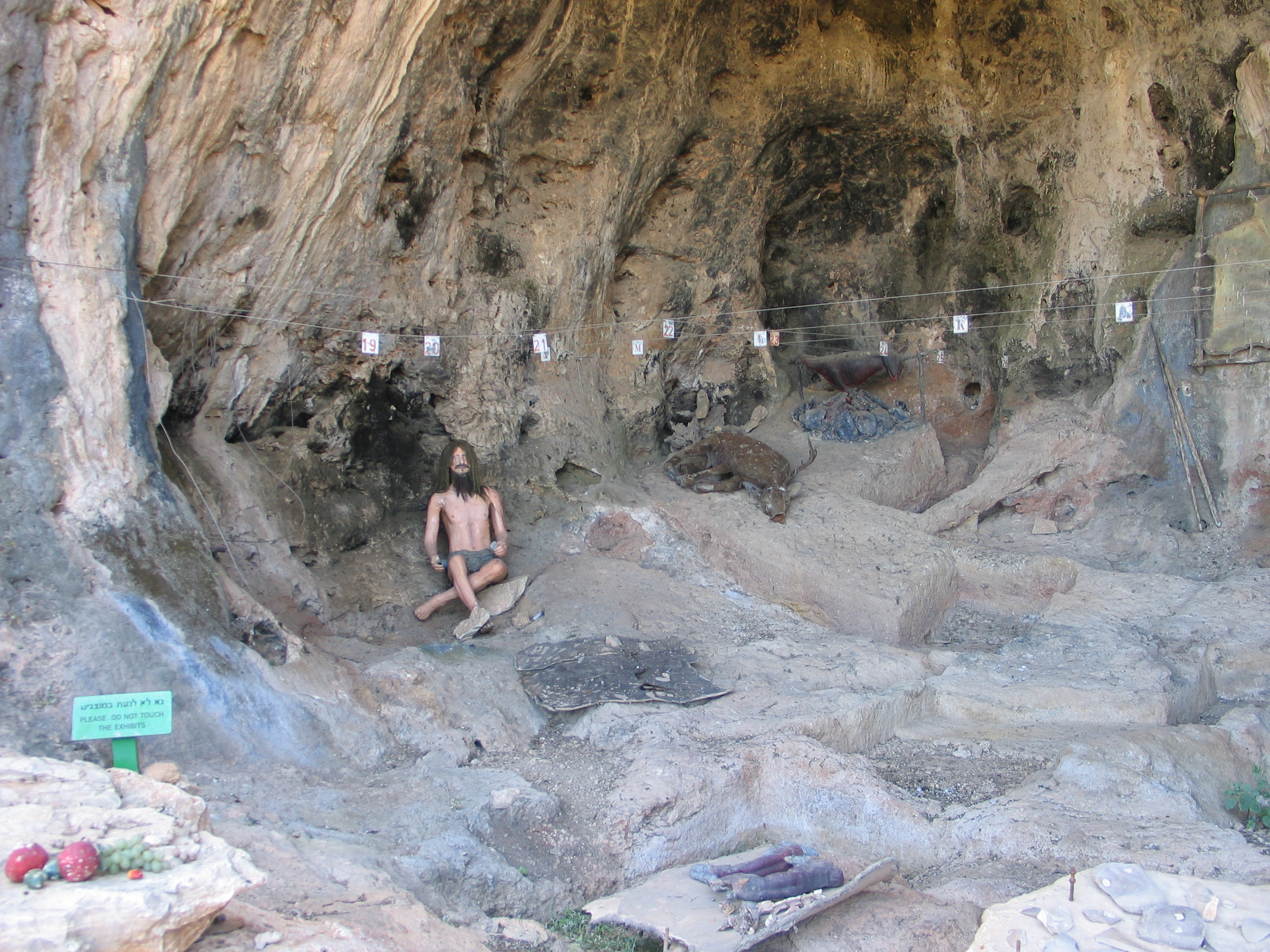
Expozice o pravěkém osídlení v jedné z jeskyň při Nachal Me'arot

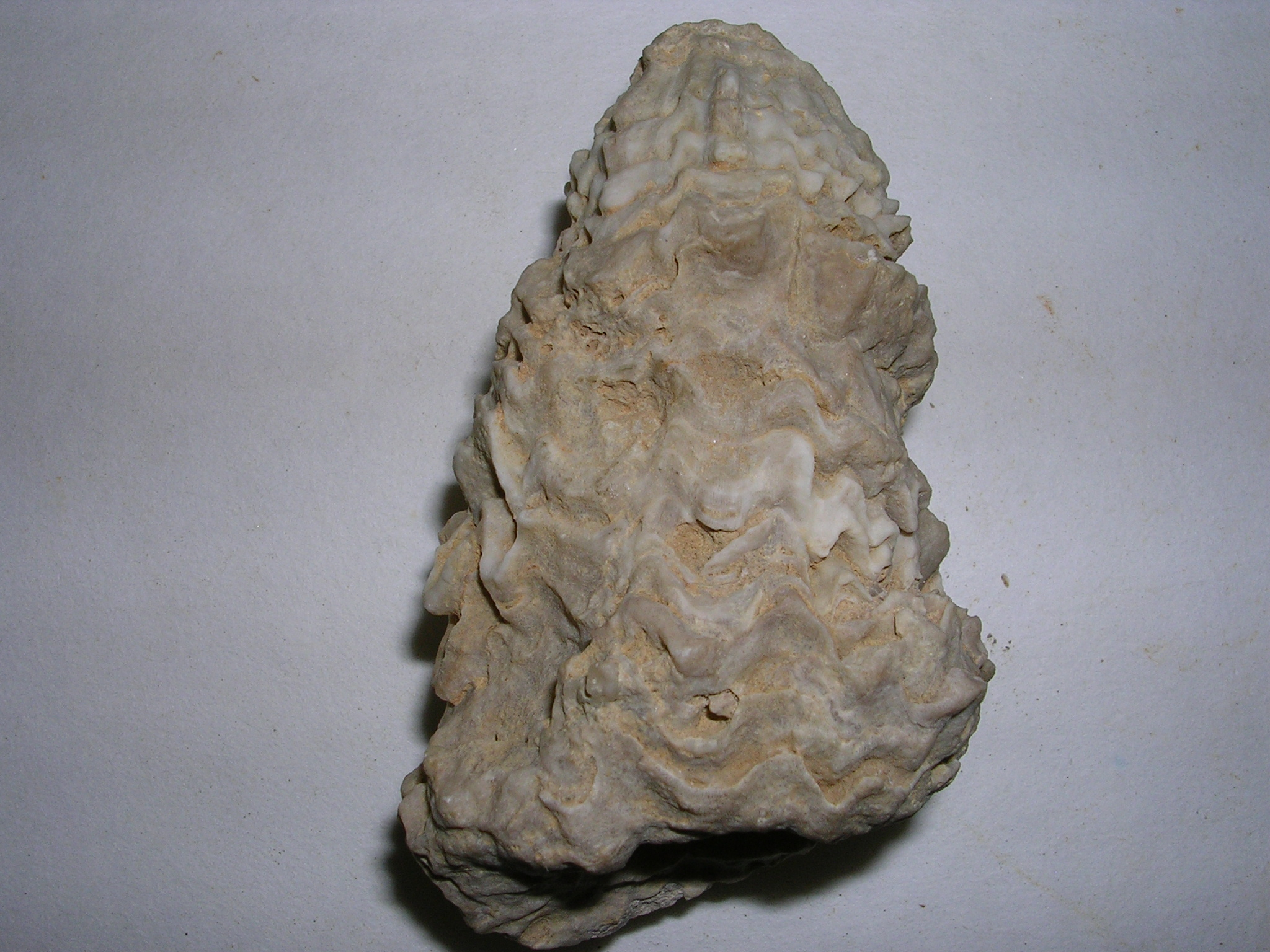
Zkamenělina nalezená při Nachal Me'arot

Začíná na hlavním hřebenu pohoří Karmel na západním okraji města Dalijat al-Karmel. Směřuje pak k jihozápadu prudce klesajícím zalesněným údolím. Míjí vesnici Kerem Maharal a znovu vstupuje do úzkého údolí, z něhož vchází mezi vesnicemi Geva Karmel a Ejn Karmel do pobřežní planiny a pak ústí do Středozemního moře.
Údolí je začleněno do Přírodní rezervace Nachal Me'arot. Ta je kromě ochrany samotného biotopu zaměřena na zdejší archeologické památky, zejména pozůstatky pravěkého osídlení, ve zdejších čtyřech jeskyních. Jde o Ma'arat ha-Tanur (מערת התנור), Ma'arat ha-Gamal (מערת הגמל), Ma'arat ha-Nachal (מערת הנחל) a Ma'arat ha-Gadi (מערת הגדי). V nich byly nalezeny pozůstatky lidí a předchůdců člověka mimo jiné z doby kamenné. Dále se zde našly pazourkové nástroje. Existence jeskyň zde byla zmiňována již v 19. století, archeologický průzkum tu proběhl ale až roku 1928 a stále pokračuje. Jeskyně s ostatky pravěkých lidí se nacházejí i na jiných místech v okolí masivu Karmel, například při vádí Nachal Oren nebo Nachal Sfunim. Kromě toho zde byly objeveny i stopy původní fauny. Ukázalo se také, že v minulosti sahala hladina Středozemního moře výš a pobřeží se nacházelo přímo na úpatí útesů nad Nachal Me'arot. Údolí podél vádí je turisticky využíváno.
V roce 2012 byly čtyři jeskyně při Nachal Me'arot vyhlášeny za památky Světového dědictví UNESCO. Důvodem je jejich charakter archeologického naleziště dokumentujícího v jednotlivých sídelních vrstvách v rozmezí 500 000 let přechod k zemědělskému životnímu stylu. Plocha rezervace dosahuje 54 hektarů.